# Wohnhaus Neue Reihe 18
Das Wohnhaus Neue Reihe 18 in der niedersächsischen Kreisstadt Cuxhaven im Landkreis Cuxhaven stammt vom Anfang des 20. Jahrhunderts.
Aktuell (2024) wird es für Wohnungen genutzt.
Das Gebäude steht unter Denkmalschutz (siehe auch Liste der Baudenkmale in Cuxhaven).

## Geschichte und Beschreibung
Die Straße Neue Reihe verläuft parallel zur Straße Am Seedeich von der östlichen Deichstraße / Am Alten Hafen und Zollkaje bis zur westlichen Kasernenstraße. Die 1830 so benannte Straße Neue Reihe war in der Hafennähe ein Wohngebiet für Bewohner mit Seefahrtsberufen. 1896 wurde die Straße gepflastert und mit der Ausbauphase wandelte sich die Bevölkerungsstruktur. Denkmalgeschützt ist auch die Gruppe Wohnhäuser Neue Reihe 39 bis 54.
Das zweigeschossige villenartige traufständige verputzte und steinsichtige historisierende Gebäude auf Keller mit flachem Pultdach wurde 1902 gebaut. Die vierachsige Straßenfassade wurde gestaltet und gegliedert mit Lisenen mit Kapitellen, Gesimsen, Balustraden, Fensterrahmungen mit aufwändigem Stuck und einem farbig gefassten Schmuckband am Traufgesims. Die beiden westlichen Achsen sind leicht vorgezogen mit einem geschwungenen Balkon im Obergeschoss. Der Eingang ist seitlich an der Ostseite.
Das Landesdenkmalamt befand u. a.: „… in Formen historistischer Architektur mit barockisierendem Putz- und Stuckdekor …“